# Bree Turner
Bree Turner, född 10 mars 1977 i Palo Alto, Kalifornien, är en amerikansk skådespelare.

## Filmografi

### Filmer
- 1997 – Min bäste väns bröllop
- 1998 – The Big Lebowski
- 2006 – Just My Luck
- 2009 – The Ugly Truth

### TV
- 2007 - Standoff
- 2008 - Ghost Whisperer
- 2010 - Rules of Engagement
- 2011 - Grimm